# Ярослав Всеволодович (князь черниговский)
Яросла́в Все́володович (1139/40—1198/1199) — русский князь из династии Ольговичей, сын Всеволода Ольговича и младший брат Святослава Всеволодовича. Княжил в Ропске (с 1157 года), в Стародубе (с 1166), в Чернигове (с 1180). С переменным успехом участвовал в междоусобных войнах: вместе с другими Ольговичами поддерживал Изяслава Давыдовича против Ростислава Мстиславича (1160—1161), враждовал с двоюродным братом Олегом Святославичем (1166 и 1174/75), сражался с Мономашичами в большой войне 1180—1181 годов. Участвовал в борьбе с половцами, но от участия в победоносном степном походе 1184 года уклонился, а поход 1187 года фактически сорвал. После смерти брата в 1194 году стал главой Ольговичей. Командовал в междоусобной войне 1195—1196 годов со смоленскими и владимирскими Мономашичами, смог избежать разгрома.
Ярослав Всеволодович упоминается в «Слове о полку Игореве», главный герой которого — его двоюродный брат. Многие учёные считают Ярослава малопримечательной личностью, продолжателем традиционной для Ольговичей политики союза с половцами, но есть и альтернативные мнения.

## Биография

### Происхождение
Ярослав Всеволодович был младшим сыном Всеволода Ольговича и внуком Олега Святославича. Таким образом, он принадлежал к княжеской династии Ольговичей — ветви Рюриковичей, которая правила Чернигово-Северской землёй совместно с Давыдовичами, потомками брата Олега. Ольговичи традиционно враждовали с Мономашичами (потомками двоюродного брата Олега, Владимира Мономаха) и заключали против них союзы с половцами. Сыновья Давыда — Изяслав, Святослав, Всеволод и Владимир — приходились Ярославу двоюродными дядями. Его родным дядей был Святослав Ольгович, двоюродными братьями — Олег, Игорь и Всеволод Святославичи, родным братом — Святослав Всеволодович.
По матери, которую автор Густынской летописи называет Марией, а В. Н. Татищев — Агафьей, Ярослав приходился внуком Мстиславу Великому и правнуком Владимиру Мономаху. Соответственно Рюрик и Давыд Ростиславичи приходились ему двоюродными братьями, а Всеволод Большое Гнездо — двоюродным дядей.

### Ранние годы
Ярослав родился в 1139 или 1140 году. Именно в 1139 году его отец, княживший до этого момента в Чернигове, стал великим князем киевским. Спустя семь лет Всеволод умер. В 1157 году, когда Изяслав Давыдович стал киевским князем, Чернигов перешёл к Святославу Ольговичу, Новгород-Северский к Святославу Всеволодовичу, а семнадцатилетний Ярослав получил свой первый удел с центром в городе Ропск в бассейне Снови.
Действуя совместно с другими Ольговичами, Ярослав участвовал в междоусобицах и борьбе с половцами. В 1158 году он поддержал Изяслава Давыдовича, воевавшего за Киев с Мономашичем Ростиславом Мстиславичем (родным дядей Ярослава); в 1159 году вместе с дядей по отцу, Святославом Ольговичем, и двумя сыновьями Ростислава осаждал во Вщиже троюродного брата из Давыдовичей, Святослава Владимировича. После пятинедельной осады был заключён мир. По разным данным, союзники согласились на компромисс, узнав, что на помощь Вщижу идёт войско Андрея Боголюбского, либо заставили Святослава капитулировать. Согласно одной из гипотез, именно тогда часть владений вщижского князя с центром в Стародубе перешла к Ярославу.
В 1160 году Ярослав снова поддержал Изяслава, возобновившего борьбу за киевское княжение. Он участвовал в осаде Переяславля и в походе на Киев. После гибели Изяслава (1161) князь присягнул на верность Ростиславу Мстиславичу и присоединился к походу против брата Ростислава, Владимира Мстиславича Слуцкого. В итоге Владимиру пришлось оставить своё княжество. В 1164 году, когда умер Святослав Ольгович, Святослав Всеволодович стал черниговским князем. Спустя два года он передал брату часть владений Святослава Вщижского, умершего бездетным; по словам летописца, это была «лучшая волость» (она включала, в частности, Стародуб), а Святославичи остались обделёнными. Началась распря между двумя ветвями Ольговичей. Олег Святославич, поддержанный Ростиславом, попытался занять Стародуб силой, но потерпел неудачу, Ярослав с половцами двинулся на Новгород-Северский, но остановился в 15 вёрстах от города. Из-за болезни Олега усобица приостановилась. Вскоре враждующие стороны примирились: Святославичи получили четыре дополнительных города, а Ярослав оставил за собой Стародуб.
Зимой 1166/67 года или в 1168 году Ярослав участвовал в степном походе под началом Олега Святославича Новгород-Северского и захватил вежи половецкого хана Белука. В 1167 году он вместе с другими князьями охранял от кочевников водный путь у Канева (ему выпало беречь обоз). Весной 1168 года Ярослав участвовал в ещё одном походе на половцев, которым руководил Мстислав Изяславич Киевский. Тогда русичи без боя обратили врага в бегство и захватили огромную добычу; Ярослав командовал арьергардом.
В 1174 или 1175 году, когда Святослав Всеволодович Черниговский поссорился с Романом Ростиславичем Киевским и Олегом Святославичем Новгород-Северским, Ярослав поддержал брата. Сначала Всеволодовичи заключили мир с Романом, а потом осадили Новгород-Северский и принудили Олега к миру. В 1176 году Святослав занял киевский стол, но Чернигов удержал за собой, так как на него претендовал Олег. Только в январе 1180 года, после смерти Олега, он передал Чернигов Ярославу.

### Князь черниговский
В качестве черниговского князя Ярослав владел сюзеренитетом над обширными и богатыми землями на левобережье Днепра. Его вассалом был двоюродный брат Игорь Святославич, князь новгород-северский, а сам Ярослав формально подчинялся только родному брату Святославу как князю киевскому и главе династии Ольговичей. Входившие в состав Черниговского княжества «верхние волости» (в частности, земли вятичей) Святослав оставил за собой.
В 1180 году дело дошло до общерусской войны между смоленскими и владимирскими Мономашичами с одной стороны, Ольговичами и полоцкими князьями — с другой. Святослав двинулся во Владимирскую землю, Ярослав вначале оставался в Чернигове как наместник, а позже вместе с Игорем Святославичем и половцами вторгся в Смоленскую землю (1181). Под Друцком он объединил свои силы с полоцкими князьями. Вскоре там же появился и Святослав; Давыд Ростиславич Смоленский бежал без боя, а Ольговичи взяли друцкий «окольный город», потом ушли к Киеву и там заключили с Рюриком Ростиславичем выгодный для них мир. Киев теперь был закреплён за Святославом, а Рюрик стал его соправителем в киевской земле.
Как один из самых могущественных князей Южной Руси Ярослав должен был участвовать в борьбе с усилившейся половецкой опасностью. Однако в 1184 году он отказался от участия в степном походе, сославшись на слишком дальний путь и на то, что не может оставить свои владения незащищёнными (возможно, соседние князья тогда действительно были настроены враждебно). «Далеко нам идти вниз по Днепру, — ответили Ярослав и Игорь Святославич послам из Киева, — не можем своей земли оставить. Вот если пойдёшь на Переяславль, соединимся с тобой на Суле». Поэтому большая победа на Орели была одержана без них. В начале 1185 года Ярослав направил к половецкому хану Кончаку, подступившему с армией к реке Хорол, воеводу Ольстина Олексича с дипломатической миссией. Святослав предупредил его, что будет воевать с Кончаком; тогда Ярослав приостановил переговоры, но к брату с армией так и не пришёл. «Я послал к ним мужа своего Ольстина Олексича, — объяснил черниговский князь, — и не могу на мужа своего идти».
В апреле 1185 года, когда Игорь Святославич Новгород-Северский двинулся в степь, черниговский князь прислал ему подкрепление — отряд ковуев (служивших Ольговичам кочевников) во главе с тем же Ольстином. Однако в битве на Каяле именно ковуи первыми обратились в бегство, что стало началом сокрушительного разгрома русского войска. Ярославу после этого пришлось собирать войска в Чернигове, чтобы прикрывать левобережье Днепра от резко усилившейся половецкой опасности; по-видимому, позже вместе с бежавшим из плена Игорем он вытеснял половцев хана Гзы из Посемья.
Зимой 1187/88 годов Ярослав присоединился к очередному походу на половцев, который возглавили оба киевских князя — Святослав и Рюрик. Русичи дошли до реки Снепород в глубине степи и там узнали, что враг зимует на расстоянии всего полдня пути, у Голубого леса. Однако Ярослав отказался продолжать поход со словами «Не могу идти дальше от Днепра — земля моя далеко, а дружина моя изнемогла». На уговоры Рюрика он ответил: «Не могу же я ехать один, полк-то мой пеш. Вы бы мне дома поведали, докуда идти». В результате русской армии пришлось возвращаться домой. В 1191 году, когда очередной поход на половцев возглавил Игорь Святославич, черниговский князь направил на помощь ему своего сына Ярополка.

### Во главе Ольговичей

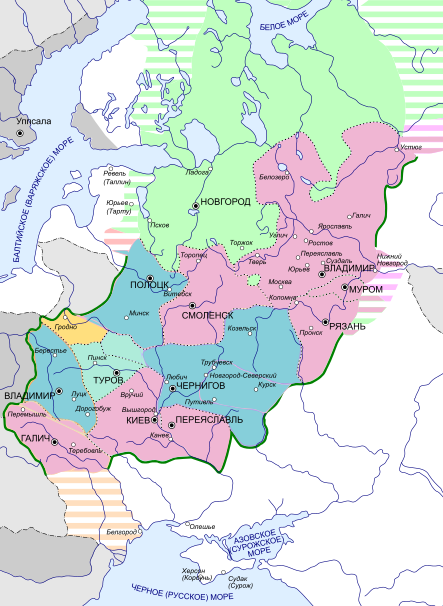
Две коалиции в междоусобной войне 1195—1196 годов

В 1194 году, после смерти брата Святослава, Ярослав стал старшим среди Ольговичей согласно лествичному принципу. Однако занять киевский стол он не попытался: единственным великим князем теперь был Рюрик Ростиславич, за которым стояли Давыд Смоленский и Всеволод Большое Гнездо. Спустя год Роман Мстиславич Волынский, поссорившийся с Рюриком, признал Ярослава старшим среди всех русских князей и предложил ему захватить Киев. Был заключён союз. Однако вскоре Роман ввязался в польские междоусобицы, был разбит и ранен, а потому спешно помирился с Рюриком. Последний направил к Ольговичам послов с требованием отказаться от притязаний на Киев за себя и за своих потомков. На это был дан гордый ответ, направленный не Рюрику, а Всеволоду: «Раз ты сам нам вменил Киев, то нам и блюсти его для тебя и для свата твоего Рюрика — на том и стоим. Если же отречься от него велишь совершенно, так мы не угры и не ляхи, но одного деда внуки. При вашей жизни его не ищем, а после вас — кому Бог даст».
Это стало началом общерусской войны, в которой Ольговичи и Роман Волынский сражались против Рюрика, Давыда и Всеволода Большое Гнездо. Ярослав применил хитрость: он изъявил готовность покориться Всеволоду и заключил перемирие с Рюриком, а потом обрушил основные свои силы на Давыда. Его племянники взяли Витебск, где правил зять смоленского князя, и одержали победу в сражении. Узнав об этом, Ярослав пошёл на Смоленск, но в пути его нагнал посол Рюрика, пригрозивший разрывом. Тогда черниговский князь вернулся домой. В 1196 году нанятые Рюриком половцы начали набеги на владения Ольговичей. Ярослав начал переговоры с Рюриком, настаивая на своих мирных намерениях, но тот попросил пропустить его послов в Смоленск и Владимир; черниговский князь, боясь возрождения мощной вражеской коалиции, эту просьбу проигнорировал. Осенью того же года Роман Волынский вторгся в Киевскую землю, а Всеволод и Давыд с половцами — в земли вятичей. Ярослав лично выступил против врага, причём в его войске тоже была половецкая конница. Вступать в открытое сражение он не хотел. Вместо этого его люди начали разрушать мосты на реках и закрывать дороги засеками, чтобы преградить врагу путь на Чернигов.
Всеволод согласился на переговоры, потребовав от Ольговичей разорвать союз с Романом Волынским, отпустить захваченного ими в плен Мстислава Романовича (племянника Давыда и Рюрика) и изгнать Ярополка Ростиславича — племянника и заклятого врага Всеволода. Ярослав принял второе и третье условия, но выдвинул своё — разрешить новгородцам самим выбирать себе князей. Кроме того, Ольговичи отказались от претензий на Смоленск и Киев при жизни Ростиславичей, признали за Всеволодом и его сыновьями право владеть землями в Южной Руси. На этих условиях был заключён мир. Осенью того же года новгородцы призвали к себе на княжение сына Ярослава Ярополка (правда, он продержался всего полгода).
Вскоре после окончания войны Ярослав Всеволодович умер. Ипатьевская летопись датирует это событие 6706 годом по «мартовскому» исчислению (1198/99 от Рождества Христова), Радзивилловская — 6708 годом по «ультрамартовскому» исчислению (1199/1200); в историографии фигурируют 1198 и 1199 годы. Известно, что перед смертью князь в соответствии с династической традицией принял постриг под именем Василий. Князя похоронили в Спасо-Преображенском соборе в Чернигове. Его преемником стал двоюродный брат Игорь Святославич.

## Семья
Ярослав был женат на некой Ирине. В этом браке родились сыновья Ростислав (в крещении Иоанн) и Ярополк (в крещении Гавриил), а также дочь, ставшая в 1179 году женой Владимира Глебовича Переяславского. Ростислава, удельного князя сновского, Ярослав в 1186 году женил на дочери Всеволода Большое Гнездо Всеславе, Ярополк в 1197 году княжил в Новгороде.
По действовавшему порядку престолонаследия потомки Ярослава, как и потомки Святослава Ольговича и Святослава Всеволодовича, имели права на Чернигов, но в отличие от последних не имели прав на Новгород-Северский. Единственным упоминаемым в источниках уделом потомков Ярослава был Сновск, после передачи  Ярославом в 1180 году Стародуба Олегу Святославичу.

## В «Слове о полку Игореве»
Ярослав упоминается в «Слове о полку Игореве» — литературном памятнике предположительно XII века, где главным героем является двоюродный брат черниговского князя. В своём «Златом слове» Святослав Всеволодович говорит: «А уже не вижду власти сильнаго, и богатаго, и многовои брата моего Ярослава, съ черниговьскими былями, съ могуты, и съ татраны, и съ шельбиры, и съ топчакы, и съ ревугы, и съ ольберы. Тии бо бес щитовь с засапожникы кликом плъкы побеждают, звонячи в прадеднюю славу». Семантика перечня «былей», «могутов» и прочего остаётся неясной, как и общий смысл данного пассажа. По одной из версий, Святослав констатирует, что Ярослав не смог удержать своего вассала Игоря от сепаратного похода; по другой, речь о том, что Ярослав не хочет участвовать в общерусской борьбе с кочевниками.
Исследователь Б. И. Яценко считает, что весь этот пассаж не мог быть написан при жизни Ярослава. Отсюда один из вариантов датировки «Слова о полку Игореве» — после 1198 года.

## Оценки личности и деятельности
Автор Ипатьевской летописи считает Ярослава отчасти виновным в поражении Игоря Святославича в 1185 году: именно присланный этим князем отряд первым побежал с поля боя, и Игорь попал в плен, когда пытался остановить бегство.
Многие исследователи дают деятельности Ярослава негативные оценки, говоря о его нерешительности, о нежелании воевать с половцами как проявлении династической традиции. По мнению Б. А. Рыбакова, Ярослав «ничем особым не проявил себя (или его летопись до нас не дошла и мы мало знаем о нём). Он по традиции не любил выступать против половцев, в чём его и укорил автор „Слова“». Л. Е. Махновец так характеризует этого князя: «Этот могущественный властитель был очень осторожен и нерешителен. Он выделил Игорю и Всеволоду только вспомогательную дружину, тех самых ковуев, которые бежали… с поля боя. Сам же Ярослав со своим большим и сильным войском в поход не пошёл».
А. П. Комлев и К. К. Белокуров отмечают, что Святослав в «Слове» обращается к Ярославу как к равному. Б. И. Яценко констатирует, что в ходе усобицы 1195—1196 годов Ярослав «сумел отстоять независимость и целостность Черниговской и Северской земель». В 1185 году, по мнению этого учёного, черниговский князь действовал в тесном союзе с Игорем и добился включения Северского княжества «в систему обороны собственно Русской земли».